# 愛媛県道207号三坂松山線

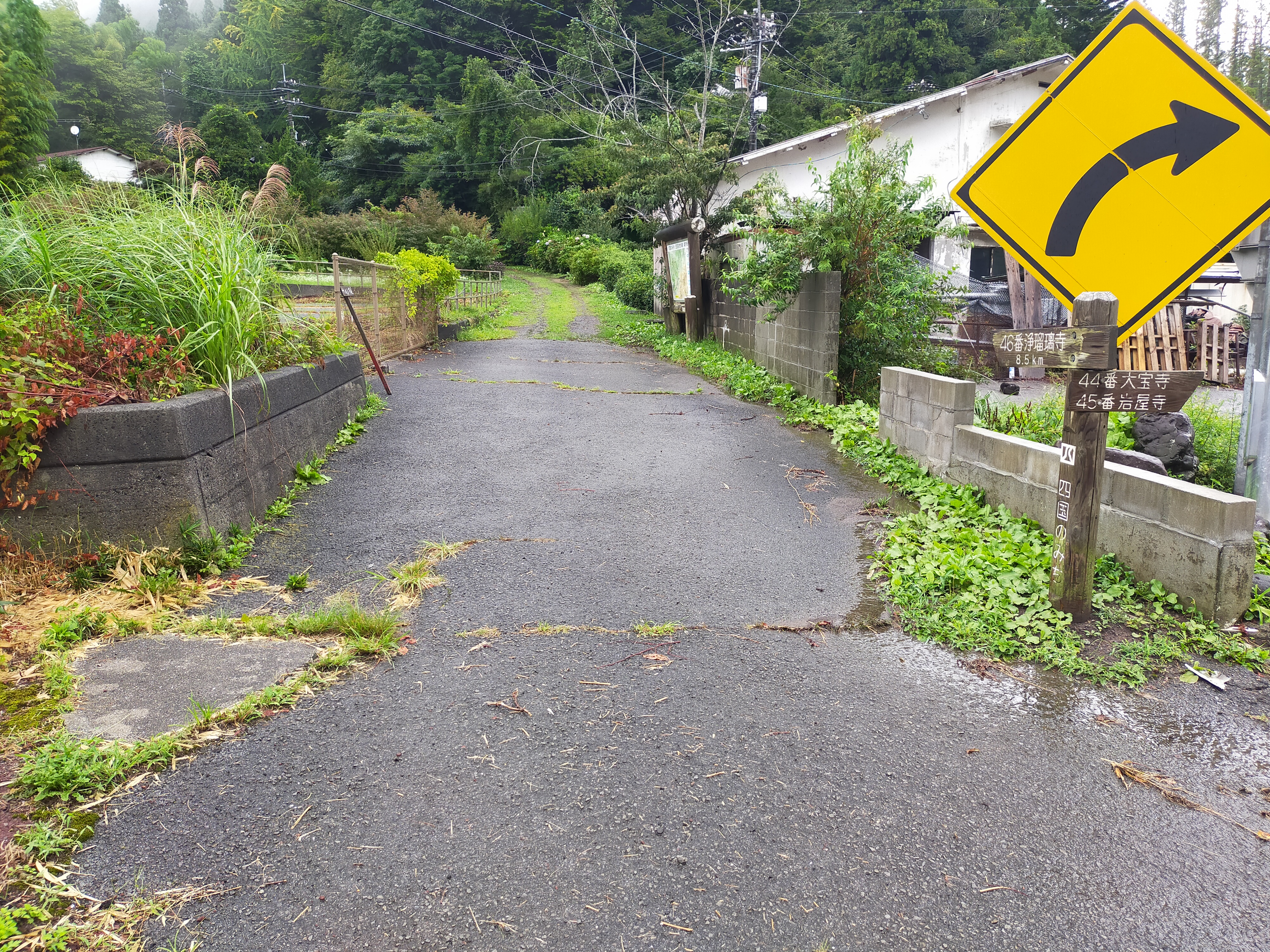
愛媛県道207号三坂松山線 起点

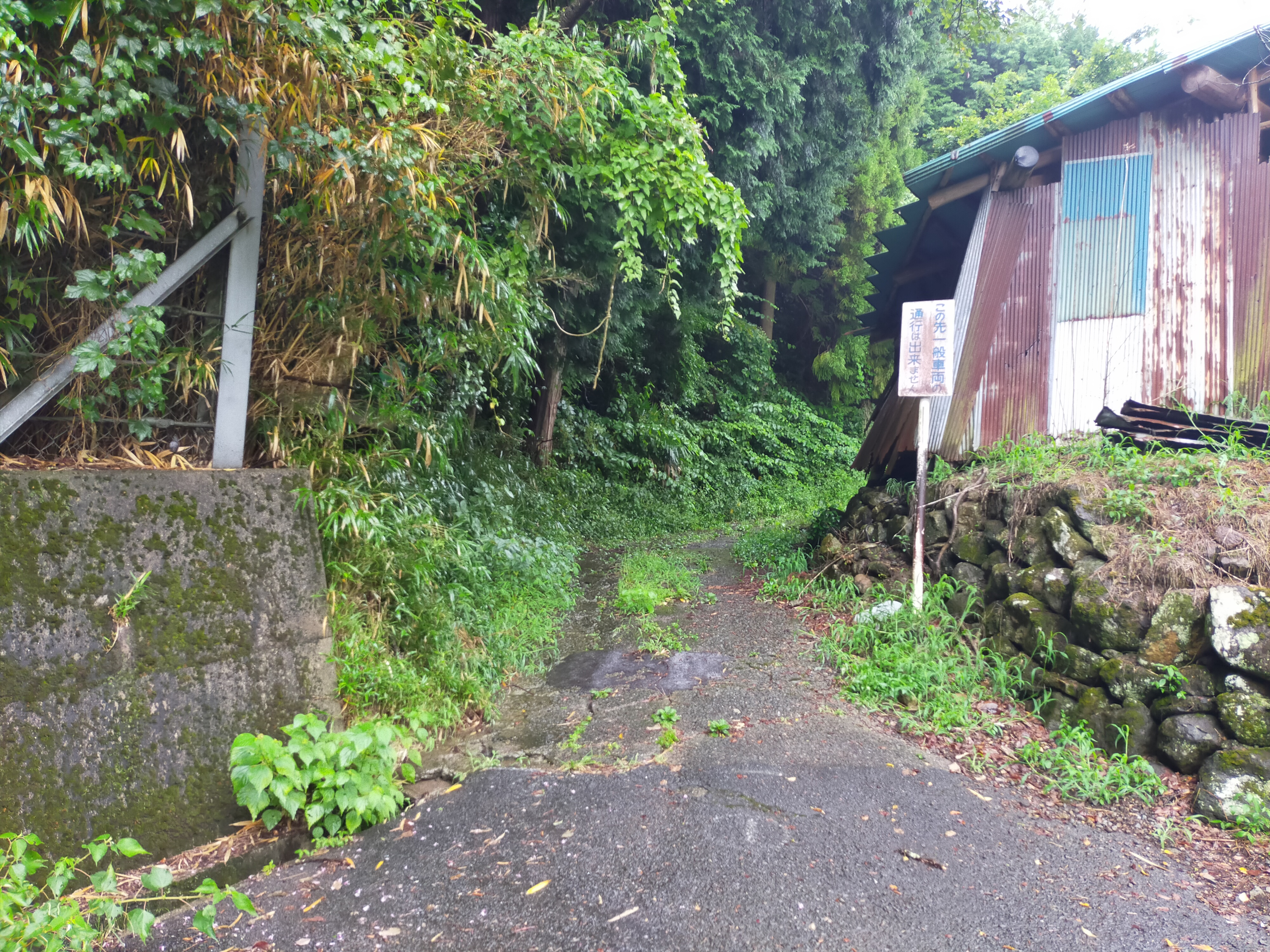
愛媛県道207号三坂松山線 松山側分断地点

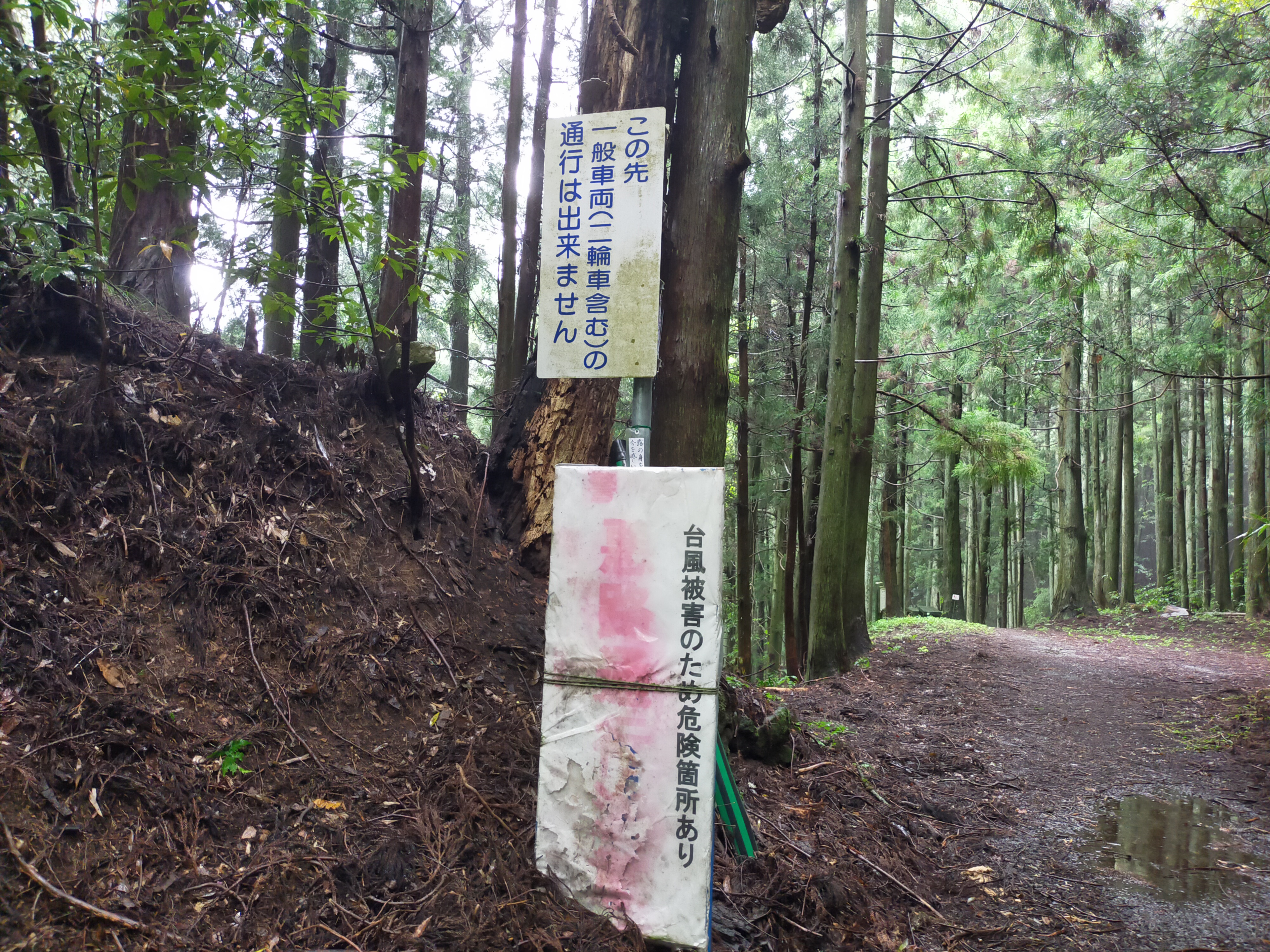
愛媛県道207号三坂松山線 登山道

愛媛県道207号三坂松山線（えひめけんどう207ごう みさかまつやません）は、愛媛県上浮穴郡久万高原町から松山市に至る一般県道である。

## 概要
上浮穴郡久万高原町東明神から松山市小村町に至る。起点である国道440号との交点から 0.2 km地点で、県道の認定が外れる。その後 2.0 km登山道（車両通行不可区間）が続き、一ノ王子社跡休憩所付近（御坂川に流れ込む賀朗谷川に架かる橋）から終点まで、再度県道として認定される。

本路線が県道認定された際、終点は松山市南久米（現在の南久米町）であった。現在は小村町に変更されているが、それを示す愛媛県の告示が存在しないため、終点変更時期が不明である。

### 路線データ
- 総延長：13.7 km
- 起点：上浮穴郡久万高原町東明神（国道440号交点）
- 終点：松山市小村町（愛媛県道23号伊予川内線・愛媛県道40号松山東部環状線交点）

## 歴史
- 1924年（大正13年）7月8日 - 愛媛県告示第722号により、三坂松山線として県道に認定される[2]。
- 1958年（昭和33年）6月27日 - 愛媛県告示第566号により、本路線を整理番号87番として県道に認定される[1]。
- 1972年（昭和47年）3月16日 - 愛媛県が愛媛県道207号三坂松山線として認定。
- 時期不明 - 終点が松山市南久米から松山市小村町に変更される。

## 地理

### 通過する自治体
- 上浮穴郡久万高原町
- 松山市

### 交差する道路
- 国道440号
- 愛媛県道23号伊予川内線
- 愛媛県道40号松山東部環状線
- 愛媛県道194号久谷森松停車場線

### 沿線
- 三坂峠
- 松山街道
- 土佐街道
- 久万街道
- 窪野真城址
- 荏原城址
- 松山市立久谷中学校
- 松山市立荏原小学校
- 松山市立坂本小学校
- 松山市役所 久谷支所
- JAえひめ中央 荏原支所